# Гёда (коммуна)
Гёда или Го́джий (нем. Göda; в.-луж. Hodźij (произношениео файле) — коммуна в Германии, в земле Саксония. Подчиняется административному округу Дрезден. Входит в состав района Баутцен. Население составляет 3276 человек (на 31 декабря 2010 года). Занимает площадь 43,26 км².
Коммуна подразделяется на 32 сельских округа.
Входит в состав культурно-территориальной автономии «Лужицкая поселенческая область», на территории которой действуют законодательные акты земель Саксонии и Бранденбурга, содействующие сохранению лужицких языков и культуры лужичан. Официальным языком в населённом пункте, помимо немецкого, является лужицкий.

## Сельские населённые пункты
- Биркау (Brěza)
- Бушериц (Bóšericy)
- Дарен (Darin)
- Дёбшке (Debiškow)
- Добраниц (Dobranecy)
- Драйкречам (Haslow)
- Драйштерн (Tři Hwězdy)
- Гёда (Hodźij)
- Зайчен (Žičeń)
- Земмихау (Zemichow)
- Зибиц (Dźiwoćicy)
- Золльшвиц (Sulšecy)
- Кляйнзайчен (Žičenk)
- Кляйнпрага (Mała Praha)
- Кляйнфёрстхен (Mała Boršć)
- Кобленц (Koblicy)
- Лойтвиц (Lutyjecy)
- Либон (Liboń)
- Мушельвиц (Myšecy)
- Недашюц (Njezdašecy)
- Ной-Блоашюц (Nowe Błohašecy)
- Нойшпиттвиц (Nowe Spytecy)
- Оберфёрстхен (Hornja Boršć)
- Пасдиц (Pozdecy)
- Преске (Praskow)
- Пришвиц (Prěčecy)
- Шпиттвиц (Spytecy)
- Пицшвиц (Běčicy)
- Цишковиц (Čěškecy)
- Чарниц (Čornecy)
- Шторха (Baćoń)
- Янновиц (Janecy)

## Известные уроженцы
- Михал Френцель — лютеранский священник, лужицкий писатель, переводчик.
- Михал Шевчик — католический священник, лужицкий писатель, историк и публицист.
- Якуб Шевчик — католический священник, лужицкий писатель, поэт и общественный деятель.